# 香川県の灯台一覧
香川県の灯台一覧（かがわけんのとうだいいちらん）は、香川県にある灯台及び、照射灯、浮標灯などをまとめた一覧である。

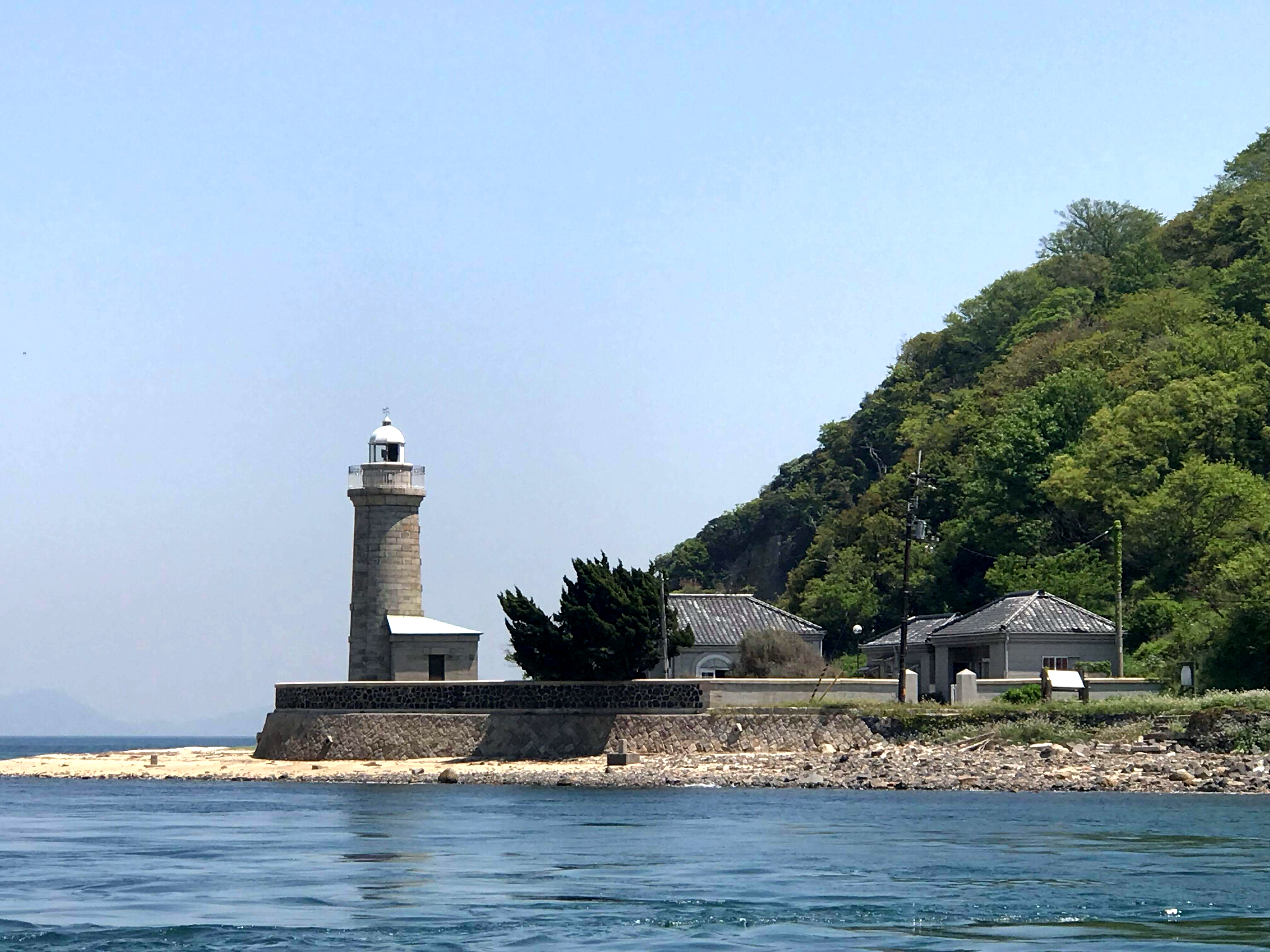
男木島灯台

## 灯台
- 鞍掛鼻灯台 香川県香川郡（井島鞍掛鼻）
- 伊吹港赤埼灯台 香川県観音寺市（伊吹島赤埼）
- 稲毛島灯台 香川県高松市（稲毛島）
- 引田鼻灯台 香川県東かがわ市（引田鼻）
- 葛島灯台 香川県香川郡直島町（葛島）
- 京ノ上﨟島灯台 香川県香川郡直島町（京ノ上﨟島）[1]
- 香川県香西港港口灯台 香川県香西港（香西港西防波堤灯台の北方約500メートル）
- 坂手港灯台 香川県坂手港（大手城ノ鼻の東北東方約590メートル）
- 讃岐三埼灯台 香川県三豊市（三埼）
- 讃岐寺島灯台 香川県香川郡直島町（寺島）
- 讃岐千振島灯台 香川県小豆郡土庄町（千振島）
- 女木島灯台 香川県高松市（女木島）
- 小瀬居島灯台 香川県坂出市
- 小槌島灯台 香川県高松市（小槌島）
- 大角鼻灯台 香川県小豆郡小豆島町（大角鼻）
- 男木島灯台 香川県高松市（男木島）
- 地蔵埼灯台 香川県小豆郡小豆島町（地蔵埼）
- 鍋島灯台 香川県坂出市（鍋島）
- 二面島灯台 香川県仲多度郡多度津町（二面島）
- 馬ケ鼻灯台 香川県さぬき市（馬ケ鼻）
- 板持鼻灯台 香川県仲多度郡多度津町（高見島板持鼻）

## 防波堤灯台
- 庵治漁港一文字防波堤北灯台 香川県高松市（庵治漁港一文字防波堤北端）
- 庵治港一文字防波堤北灯台 香川県高松市（庵治港一文字防波堤北端）
- 伊吹港北浦西防波堤灯台 香川県観音寺市（伊吹港北浦西防波堤外端）
- 引田港川尻防波堤灯台 香川県引田港（川尻防波堤外端）
- 引田港防波堤灯台 香川県引田港（防波堤外端）
- 宇多津北浦防波堤灯台 香川県綾歌郡宇多津町（北浦防波堤外端）
- 王子前港A防波堤灯台 香川県小豆郡土庄町（王子前港A防波堤外端）
- 家浦港一文字防波堤灯台 香川県小豆郡土庄町（家浦港一文字防波堤東端）
- 家浦港中央一文字防波堤西灯台 香川県小豆郡土庄町（家浦港中央一文字防波堤西端）
- 観音寺港一文字防波堤南灯台 香川県観音寺港（一文字防波堤南端）
- 観音寺港南防波堤灯台 香川県観音寺港（南防波堤外端）
- 観音寺港北防波堤灯台 香川県観音寺港（北防波堤外端）

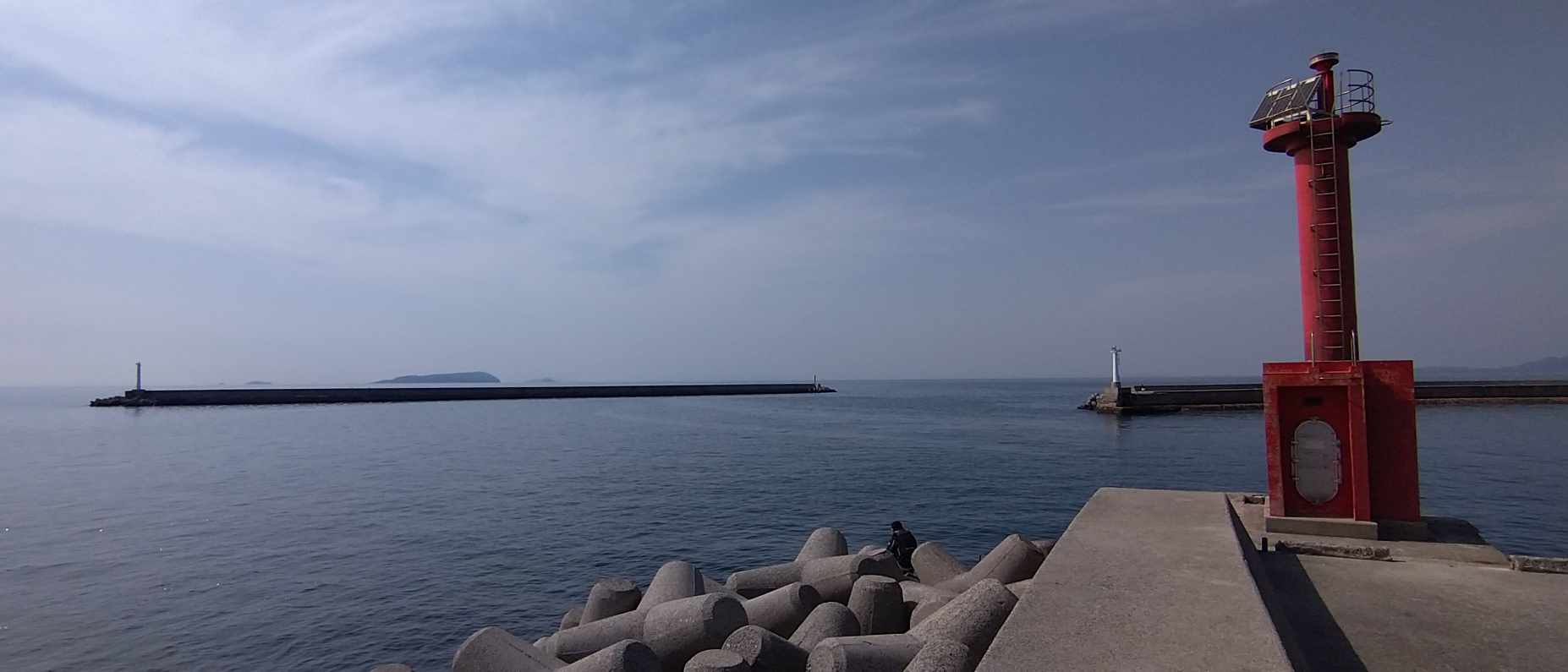
観音寺港一文字防波堤南・南北防波堤

- 丸亀港昭和町防波堤灯台 香川県丸亀港（昭和町防波堤外端）
- 丸亀港蓬莢町防波堤灯台 香川県丸亀港（蓬莢町防波堤外端）
- 宮浦港沖2号防波堤北灯台 香川県香川郡直島町（宮浦港沖2号防波堤北端）
- 弦打港東防波堤灯台 香川県高松市（弦打港東防波堤外端）
- 江浦港西防波堤灯台 香川県丸亀市（江浦港西防波堤外端）
- 香西港西防波堤灯台 香川県香西港（西防波堤外端）
- 高見港南防波堤灯台 香川県仲多度郡多度津町（高見港南防波堤外端）
- 高松港8号防波堤灯台 香川県高松港（8号防波堤外端）

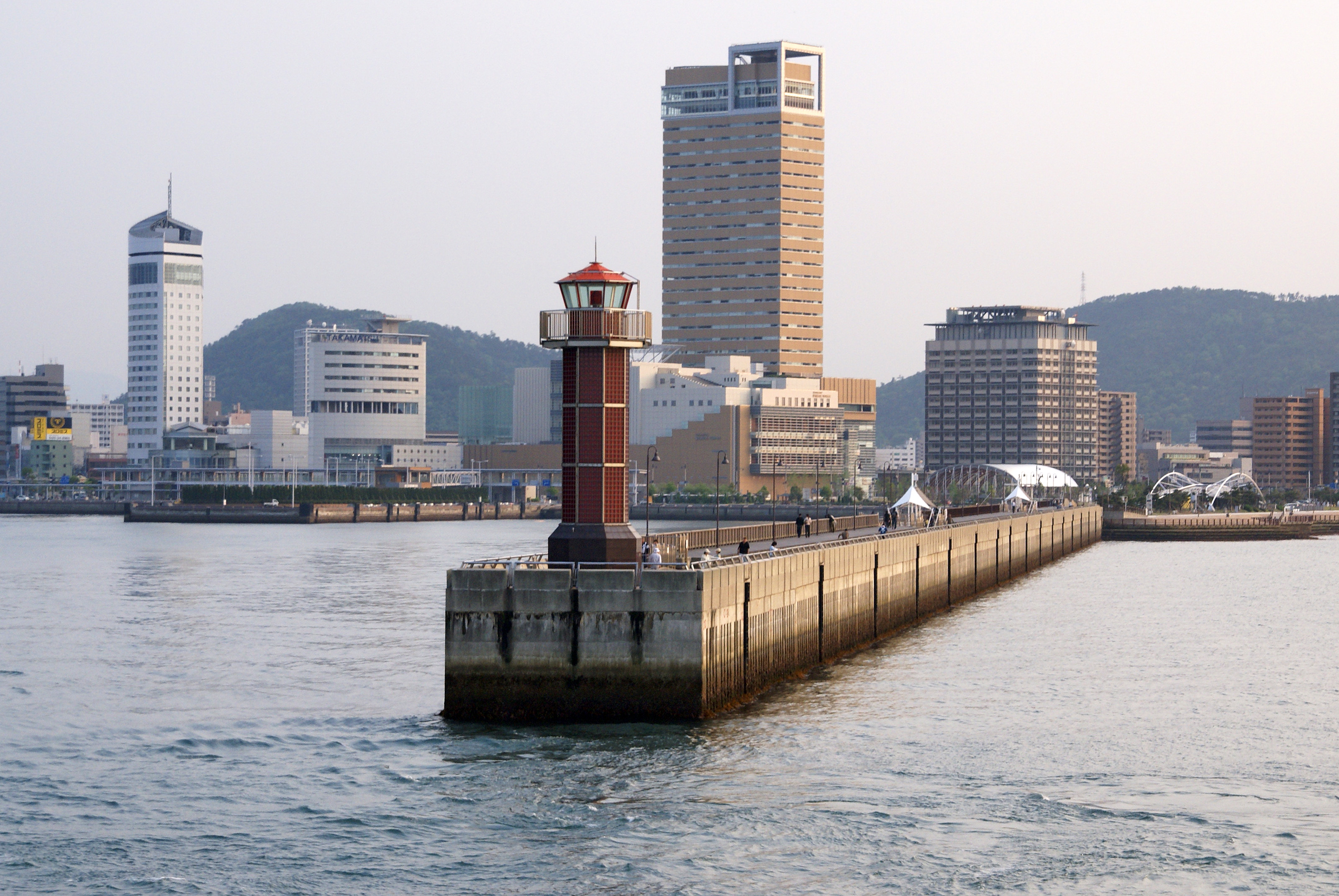
高松港玉藻防波堤灯台

- 高松港玉藻防波堤灯台 香川県高松港（玉藻防波堤外端）
- 高松港朝日町外防波堤南灯台 香川県高松港（朝日町外防波堤南端）
- 高松港朝日町外防波堤北灯台 香川県高松港（朝日町外防波堤北端）
- 高松港朝日町防波堤灯台 香川県高松港（朝日町防波堤外端）
- 高松港東防波堤灯台 香川県高松港（東防波堤外端）
- 佐柳港9号防波堤灯台 香川県仲多度郡多度津町（佐柳港9号防波堤外端）
- 佐柳港防波堤灯台 香川県仲多度郡多度津町（佐柳港防波堤外端）
- 坂出港西防波堤灯台 香川県坂出港（西防波堤外端）
- 三港建高松港玉藻西防波堤仮設灯台 香川県高松港（玉藻西防波堤外端）
- 三本松港一文字防波堤西灯台 香川県三本松港（一文字防波堤西端）
- 三本松港一文字防波堤灯台 香川県三本松港（一文字防波堤北西端）
- 三本松港西防波堤灯台 香川県三本松港（西防波堤外端）
- 三本松港北防波堤灯台 香川県三本松港（北防波堤外端）
- 讃岐橘港東防波堤灯台 香川県小豆郡小豆島町（橘港東防波堤外端）
- 讃岐江泊港沖防波堤灯台 香川県さぬき市（江泊港沖防波堤外端）
- 讃岐豊浜港西防波堤灯台 香川県豊浜港（西防波堤外端）
- 四海港12号防波堤灯台 香川県小豆郡土庄町（四海港12号防波堤外端）
- 志度港防波堤灯台 香川県志度港（防波堤外端）

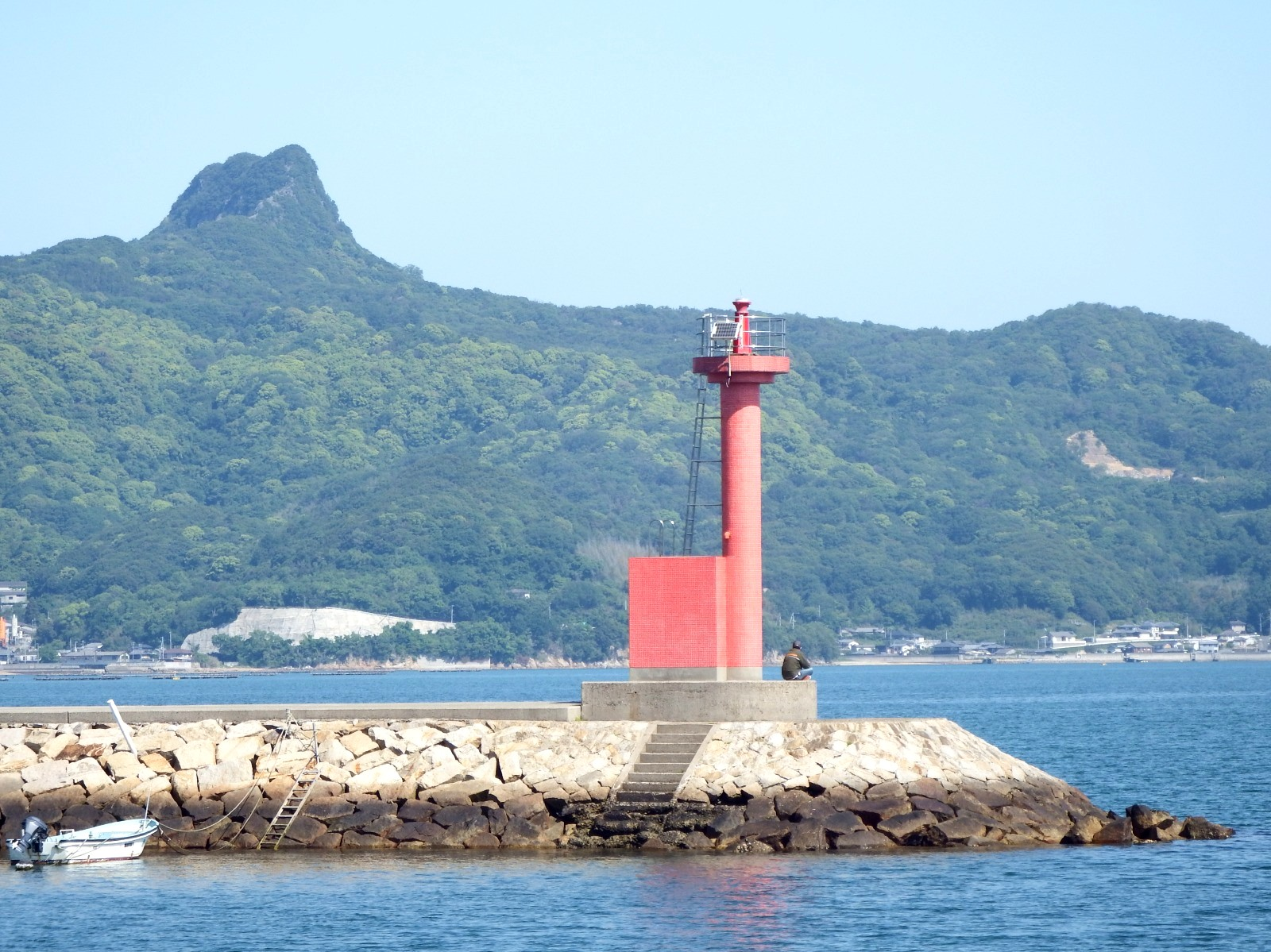
志度港防波堤灯台

- 室本港北防波堤灯台 香川県観音寺市（室本港北防波堤外端）
- 女木港鬼ヶ島防波堤灯台 香川県高松市（女木港鬼ヶ島防波堤外端）
- 女木港鬼ケ島防波堤灯台 香川県高松市（女木港鬼ケ島防波堤外端）
- 女木港東防波堤灯台 香川県高松市（女木港東防波堤外端）
- 小手島港4号防波堤灯台 香川県丸亀市（小手島港4号防波堤外端）
- 小田浦港東防波堤灯台 香川県さぬき市（小田浦港東防波堤外端）
- 上新田港1号防波堤灯台 香川県三豊市（上新田港1号防波堤外端）
- 仁尾港蔦島一文字防波堤東灯台 香川県仁尾港（蔦島一文字防波堤東端）
- 青木港8号防波堤北灯台 香川県丸亀市（青木港8号防波堤北端）
- 積浦港北沖防波堤北灯台 香川県香川郡直島町（積浦港北沖防波堤北端）
- 多度津港西防波堤灯台 香川県多度津港（西防波堤外端）
- 多度津港内港西防波堤灯台 香川県多度津港（内港西防波堤外端）
- 多度津港内港東防波堤灯台 香川県多度津港（内港東防波堤外端）
- 多度津港内西防波堤灯台 香川県多度津港（内港西防波堤外端）
- 大部港1号防波堤灯台 香川県小豆郡土庄町（大部港1号防波堤外端）
- 男木漁港1号防波堤灯台 香川県高松市（男木漁港1号防波堤外端）
- 男木港一文字防波堤灯台 香川県高松市（男木港一文字防波堤外端）
- 男木港一文字防波堤南灯台 香川県高松市（男木港一文字防波堤南端）
- 池田港西防波堤灯台 香川県池田港（西防波堤外端）
- 直島港本村防波堤灯台 香川県直島港（本村防波堤外端）
- 津田港北防波堤灯台 香川県さぬき市（津田港北防波堤外端）
- 唐櫃港2号防波堤西灯台 香川県小豆郡土庄町（唐櫃港2号防波堤西端）
- 唐櫃港B防波堤西灯台 香川県小豆郡土庄町（唐櫃港B防波堤西端）
- 白方港東防波堤灯台 香川県さぬき市（白方港東防波堤外端）
- 福田港北1号防波堤灯台 香川県小豆郡小豆島町（福田港北1号防波堤外端）
- 本島港6号防波堤灯台 香川県丸亀市（本島港6号防波堤外端）
- 本島港西防波堤灯台 香川県丸亀市（本島港西防波堤外端）
- 牟礼港防波堤灯台 香川県高松市（牟礼港防波堤外端）
- 与島港3号防波堤灯台 香川県坂出市（与島港3号防波堤外端）
- 脇元港沖防波堤灯台 香川県さぬき市（脇元港沖防波堤外端）
- 詫間港須田一文字防波堤東灯台 香川県詫間港（須田一文字防波堤東端）
- 櫃石港4号防波堤灯台 香川県坂出市（櫃石港4号防波堤外端）

## 照射灯
- 庵治白石礁照射灯 香川県高松市（根太ノ鼻の南南東方約200メートル）

## 灯標
- カナワ岩灯標 稲毛島灯台（香川県高松市）の北北西方約1.5キロメートル
- 牛ノ子岩灯標 串山ノ鼻（香川県香川郡直島町）の北西方約380メートル
- 牛島灯標 本島港6号防波堤灯台（香川県丸亀市）の南南西方約1.8キロメートル
- 三玉岩灯標 香川県詫間港（三玉岩）
- 讃岐水ノ子礁灯標 小磯灯標（香川県小豆郡小豆島町）の南南東方約7.0キロメートル
- 小磯灯標 金ケ埼（香川県小豆郡小豆島町）の東南東方約1.9キロメートル
- 大串埼沖灯標 大串埼（香川県さぬき市）の東方約450メートル
- 波節岩灯標 広島エンド鼻（香川県丸亀市）の南南東方約1.0キロメートル
- 俎石灯標 牛ノ子岩瀬灯標（香川県香川郡直島町）の南西方約970メートル

## 灯浮標
- オーソノ瀬灯浮標 小槌島灯台（香川県高松市）の北東方約3.8キロメートル
- オゴ岩東方灯浮標 円上島三角点（香川県観音寺市）の東南東方約910メートル
- カマ瀬中ノ洲灯浮標 女木島灯台（香川県高松市）の西方約3.2キロメートル
- カマ瀬東ノ州灯浮標 女木島灯台（香川県高松市）の西方約980メートル
- 稲木出シ灯浮標 長崎鼻三角点（香川県高松市）の南西方約930メートル
- 宇高西航路第1号灯浮標 串ノ山（香川県高松市）の北方約3.2キロメートル
- 宇高東航路第2号灯浮標 爼石灯標（香川県香川郡直島町）の南南東方約5.3キロメートル
- 宇高東航路第3号灯浮標 爼石灯標（香川県香川郡直島町）の南南東方約2.3キロメートル
- 宇多津港灯浮標 宇多津北浦防波堤灯台（香川県綾歌郡宇多津町）の西南西方約530メートル
- 園州灯浮標 カブラサキ鼻（香川県丸亀市（本島））の西北西方約2.3キロメートル
- 沖ノハナゲ西灯浮標 権現鼻（香川県小豆郡小豆島町）の西方約620メートル
- 沖ノ州灯浮標 波節岩灯標（香川県丸亀市）の東方約2.9キロメートル
- 干出岩南灯浮標 小磯灯標（香川県小豆郡小豆島町）の南南西方約2.0キロメートル
- 丸亀港灯浮標 香川県丸亀港（丸亀港昭和町防波堤灯台の東方約280メートル）
- 高松港灯浮標 香川県高松港内（高松港西防波堤灯台の北北東方約1.0キロメートル）
- 高松中航路灯浮標 長崎鼻（香川県高松市）の西北西方約1.8キロメートル
- 高松東航路灯浮標 根太鼻（香川県高松市）の北東方約400メートル
- 坂出第1号灯浮標 瀬居島三角点（香川県坂出市）の東方約1.7キロメートル
- 坂出第2号灯浮標 香川県坂出港内（瀬居島三角点の南東方約1.1キロメートル）
- 坂出番の州泊地第1号灯浮標 瀬居島三角点（香川県坂出市）の北北西方約1.1キロメートル
- 坂出番の州泊地第2号灯浮標 瀬居島三角点（香川県坂出市）の北西方約1.4キロメートル
- 女木島西浦沖A灯浮標 女木高灯台（香川県高松市（女木島)）の北北西方約2.0キロメートル
- 女木島西浦沖B灯浮標 女木島灯台（香川県高松市（女木島)）の北西方約1.6キロメートル
- 女木島西浦沖C灯浮標 女木島灯台（香川県高松市（女木島)）の北北西方約960メートル
- 小豆島西航路第2号灯浮標 戸形埼（香川県小豆郡土庄町）の北西方約1.0キロメートル
- 小豆島西航路第4号灯浮標 讃岐千振島灯台（香川県小豆郡土庄町）の南西方約2.6キロメートル
- 大ソワイノハナサキ北東灯浮標 大部港1号防波堤灯台（香川県小豆郡土庄町）の北北東方約1.6キロメートル
- 団子瀬西灯浮標 家浦港一文字防波堤灯台（香川県小豆郡土庄町）の北北西方約2.7キロメートル
- 団子瀬東灯浮標 讃岐千振島灯台（香川県小豆郡土庄町）の西方約4.3キロメートル
- 地ノハナゲ西灯浮標 権現鼻（香川県小豆郡小豆島町）の北西方約500メートル
- 池田漁協波止ノ鼻南方のり養殖漁場灯浮標 池田港西防波堤灯台（香川県小豆郡小豆島町）の南南西方約3.7キロメートル
- 直島漁協角埼沖のり養殖漁場A灯浮標 鞍掛鼻灯台（香川県香川郡直島町）の南方約2.8キロメートル
- 直島漁協角埼沖のり養殖漁場B灯浮標 鞍掛鼻灯台（香川県香川郡直島町）の南方約1.7キロメートル
- 直島漁協角埼沖のり養殖漁場C灯浮標 鞍掛鼻灯台（香川県香川郡直島町）の南南東方約1.3キロメートル
- 直島漁協角埼沖のり養殖漁場北西方灯浮標 鞍掛鼻灯台（香川県香川郡直島町）の東方約11キロメートル
- 直島漁協角埼沖のり養殖漁場南西方灯浮標 鞍掛鼻灯台（香川県香川郡直島町）の南東方約1.7キロメートル
- 直島漁協向島北方のり養殖漁場灯浮標 鞍掛鼻灯台（香川県香川郡直島町）の西方約1.4キロメートル
- 直島北西灯浮標 讃岐寺島灯台（香川県香川郡直島町）の西方約1.0キロメートル
- 直島北西方灯浮標 讃岐寺島灯台（香川県香川郡直島町）の西方約1.0キロメートル
- 土庄港灯浮標 室埼（香川県小豆郡土庄町）の南東方約1.4キロメートル
- 土庄東港第1号灯浮標 象ケ鼻（香川県小豆郡土庄町（余島））の西北西方約350メートル
- 土庄東港灯浮標 黒埼（香川県小豆郡土庄町）の東北東方約2.9キロメートル
- 播磨灘航路第1号灯浮標 大角鼻灯台（香川県小豆郡小豆島町）の南南東方約3.7キロメートル
- 播磨灘航路第2号灯浮標 大角鼻灯台（香川県小豆郡小豆島町）の東方約9.5キロメートル
- 播磨灘航路第3号灯浮標 大角鼻灯台（香川県小豆郡小豆島町）の東方約19キロメートル
- 播磨灘北航路第1号灯浮標 鞍掛鼻灯台（香川県香川郡直島町）の南南東方約2.0キロメートル
- 備讃瀬戸東航路第1号灯浮標 大槌島（香川県高松市）山頂の東南東方約800メートル
- 備讃瀬戸東航路中央第1号灯浮標 小瀬居島灯台（香川県坂出市）の北東方約3.0キロメートル
- 備讃瀬戸東航路中央第2号灯浮標 大槌島（香川県高松市）山頂の東南東方約2.0キロメートル
- 備讃瀬戸東航路中央第3号灯浮標 男木島灯台（香川県高松市）の西南西方約4.2キロメートル
- 備讃瀬戸東航路中央第4号灯浮標 男木島灯台（香川県高松市）の北方約1.2キロメートル
- 備讃瀬戸東航路中央第5号灯浮標 カナワ岩灯標（香川県高松市）の北西方約2.7キロメートル
- 備讃瀬戸東航路中央第6号灯浮標 地蔵埼灯台（香川県小豆郡小豆島町）の西方約5.8キロメートル
- 備讃瀬戸東航路中央第7号灯浮標 地蔵埼灯台（香川県小豆郡小豆島町）の南西方約1.9キロメートル
- 備讃瀬戸南航路第1号灯浮標 二面島灯台（香川県仲多度郡多度津町）の南方約580メートル
- 備讃瀬戸南航路第3号灯浮標 高見島三角点（香川県仲多度郡多度津町）の南西方約2.0キロメートル
- 備讃瀬戸南航路第5号灯浮標 高見港南防波堤灯台（香川県仲多度郡多度津町）の東北東方約2.0キロメートル
- 備讃瀬戸南航路第6号灯浮標 高見港南防波堤灯台（香川県仲多度郡多度津町）の東方約2.2キロメートル
- 備讃瀬戸南航路第7号灯浮標 ハッセン鼻（香川県丸亀市（牛島））の南西方約2.8キロメートル
- 備讃瀬戸南航路第8号灯浮標 ハッセン鼻（香川県丸亀市（牛島））の南南西方約3.1キロメートル
- 備讃瀬戸北航路第2号灯浮標 二面島灯台（香川県仲多度郡多度津町）の北方約850メートル
- 備讃瀬戸北航路第3号灯浮標 板持鼻灯台（香川県仲多度郡多度津町（高見島））の北西方約940メートル
- 備讃瀬戸北航路第5号灯浮標 板持島灯台（香川県仲多度郡多度津町（高見島））の北東方約2.3キロメートル
- 備讃瀬戸北航路第7号灯浮標 波節岩灯標（香川県丸亀市）の北東方約1.3キロメートル
- 備讃瀬戸北航路第9号灯浮標 牛島灯標（香川県丸亀市）の西方約1.4キロメートル
- 備讃瀬戸南航路第10号灯浮標 沙弥島（香川県坂出市）北端の西北西方約700メートル
- 百尋磯灯浮標 黒埼（香川県小豆郡土庄町）の西北西方約1.4キロメートル
- 豊島甲埼沖灯浮標 甲埼（香川県小豆郡土庄町）北端の西北西方約530メートル
- 詫間港第1号灯浮標 香川県詫間港（三玉岩灯標の東方約540メートル）
- 詫間港第2号灯浮標 香川県詫間港（三玉岩灯標の東方約450メートル）
- 詫間港第3号灯浮標 香川県詫間港（三玉岩灯標の南東方約1.1キロメートル）
- 詫間港第4号灯浮標 香川県詫間港（三玉岩灯標の南東方約1.1キロメートル）
- 薑鼻北東方灯浮標 薑鼻（香川県丸亀市（広島））の北東方約1.0キロメートル

## 橋梁灯
- 岩黒島橋橋梁灯（L1灯） 香川県坂出市（岩黒島橋西側面左側端）
- 岩黒島橋橋梁灯（L2灯） 香川県坂出市（岩黒島橋東側面左側端）
- 岩黒島橋橋梁灯（R1灯） 岩黒島橋橋梁灯（L1灯）の南南東方約270メートル
- 岩黒島橋橋梁灯（R2灯） 岩黒島橋橋梁灯（L2灯）の南南東方約270メートル
- 南備讃瀬戸大橋橋梁灯（B1灯） 南備讃瀬戸大橋橋梁灯（C1灯）の北北西方約420メートル
- 南備讃瀬戸大橋橋梁灯（B2灯） 鍋島灯台（香川県坂出市）の南方約1.6キロメートル
- 南備讃瀬戸大橋橋梁灯（C1灯） 鍋島灯台（香川県坂出市）の南方約2.0キロメートル
- 南備讃瀬戸大橋橋梁灯（D1灯） 南備讃瀬戸大橋橋梁灯（C1灯）の南南東方約400メートル
- 南備讃瀬戸大橋橋梁灯（D2灯） 南備讃瀬戸大橋橋梁灯（B2灯）の南南東方約810メートル
- 南備讃瀬戸大橋橋梁灯（L1灯） 南備讃瀬戸大橋橋梁灯（C1灯）の北北西方約420メートル
- 南備讃瀬戸大橋橋梁灯（L2灯） 鍋島灯台（香川県坂出市）の南方約1.6キロメートル
- 南備讃瀬戸大橋橋梁灯（R1灯） 南備讃瀬戸大橋橋梁灯（C1灯）の南南東方約400メートル
- 南備讃瀬戸大橋橋梁灯（R2灯） 南備讃瀬戸大橋橋梁灯（L2灯）の南南東方約810メートル
- 北備讃瀬戸大橋橋梁灯（B1灯） 鍋島灯台（香川県坂出市）の西方約420メートル
- 北備讃瀬戸大橋橋梁灯（B2灯） 北備讃瀬戸大橋橋梁灯（C2灯）の北北西方約360メートル
- 北備讃瀬戸大橋橋梁灯（C2灯） 鍋島灯台（香川県坂出市）の南西方約480メートル
- 北備讃瀬戸大橋橋梁灯（D1灯） 北備讃瀬戸大橋橋梁灯（B1灯）の南南東方約720メートル
- 北備讃瀬戸大橋橋梁灯（D2灯） 北備讃瀬戸大橋橋梁灯（C2灯）の南南東方約350メートル
- 北備讃瀬戸大橋橋梁灯（L1灯） 鍋島灯台（香川県坂出市）の西方約420メートル
- 北備讃瀬戸大橋橋梁灯（L2灯） 北備讃瀬戸大橋橋梁灯（C2灯）の北北西方約360メートル
- 北備讃瀬戸大橋橋梁灯（R1灯） 北備讃瀬戸大橋橋梁灯（L1灯）の南南東方約720メートル
- 北備讃瀬戸大橋橋梁灯（R2灯） 北備讃瀬戸大橋橋梁灯（C2灯）の南南東方約350メートル
- 櫃石島橋橋梁灯（L1灯） 香川県坂出市（櫃石島橋西側面左側端）
- 櫃石島橋橋梁灯（L2灯） 香川県坂出市（櫃石島橋東側面左側端）
- 櫃石島橋橋梁灯（R1灯） 櫃石島橋橋梁灯（L1灯）の南南東方約170メートル
- 櫃石島橋橋梁灯（R2灯） 櫃石島橋橋梁灯（L2灯）の南南東方約170メートル

## 導標
- 詫間港導標（前標） 香川県詫間港（詫間港防波堤灯台の北北東方約1.3キロメートル）
- 詫間港導標（後標） 香川県詫間港（前標の南南東方約45メートル）
- 坂出港全農導標（前標） 香川県坂出港（坂出港西防波堤灯台の東北東方約2.6キロメートル）
- 坂出港全農導標（後標） 香川県坂出港（前標の南方約95メートル）
- 坂出港全農燃料導標（前標）香川県坂出港（坂出港西防波堤灯台の東北東方約2.6キロメートル）
- 坂出港全農燃料導標（後標）香川県坂出港（前標の南方約95メートル）

## 導灯
- 三菱ケミカル坂出導灯（後灯） 香川県坂出市（前灯の南方約710メートルのガスタンク側面）
- 三菱ケミカル坂出導灯（前灯） 香川県坂出市（瀬居島三角点（110メートル）の西南西方約880メートル）
- 三菱化学坂出導灯（後灯）香川県坂出市（前灯の南方約710メートル）
- 三菱化学坂出導灯（前灯）香川県坂出市（瀬居島三角点の西南西方約880メートル）

## シーバース灯
- 坂出コスモ石油シーバース灯 瀬居島三角点（香川県坂出市）の西北西方約1.7キロメートル

## 無線方位信号所
- 三ツ子島無線方位信号所 鍋島灯台（香川県坂出市）の南方約1.2キロメートル
- 地蔵埼無線方位信号所 香川県小豆郡小豆島町（地蔵埼灯台）
- 波節岩無線方位信号所 広島エンド鼻（香川県丸亀市）の南南東方約1.0キロメートル（波節岩灯標）

## 立標
- 帆掛石立標 牛ノ子岩灯標（香川県香川郡直島町）南南西方約1.4キロメートル

## その他

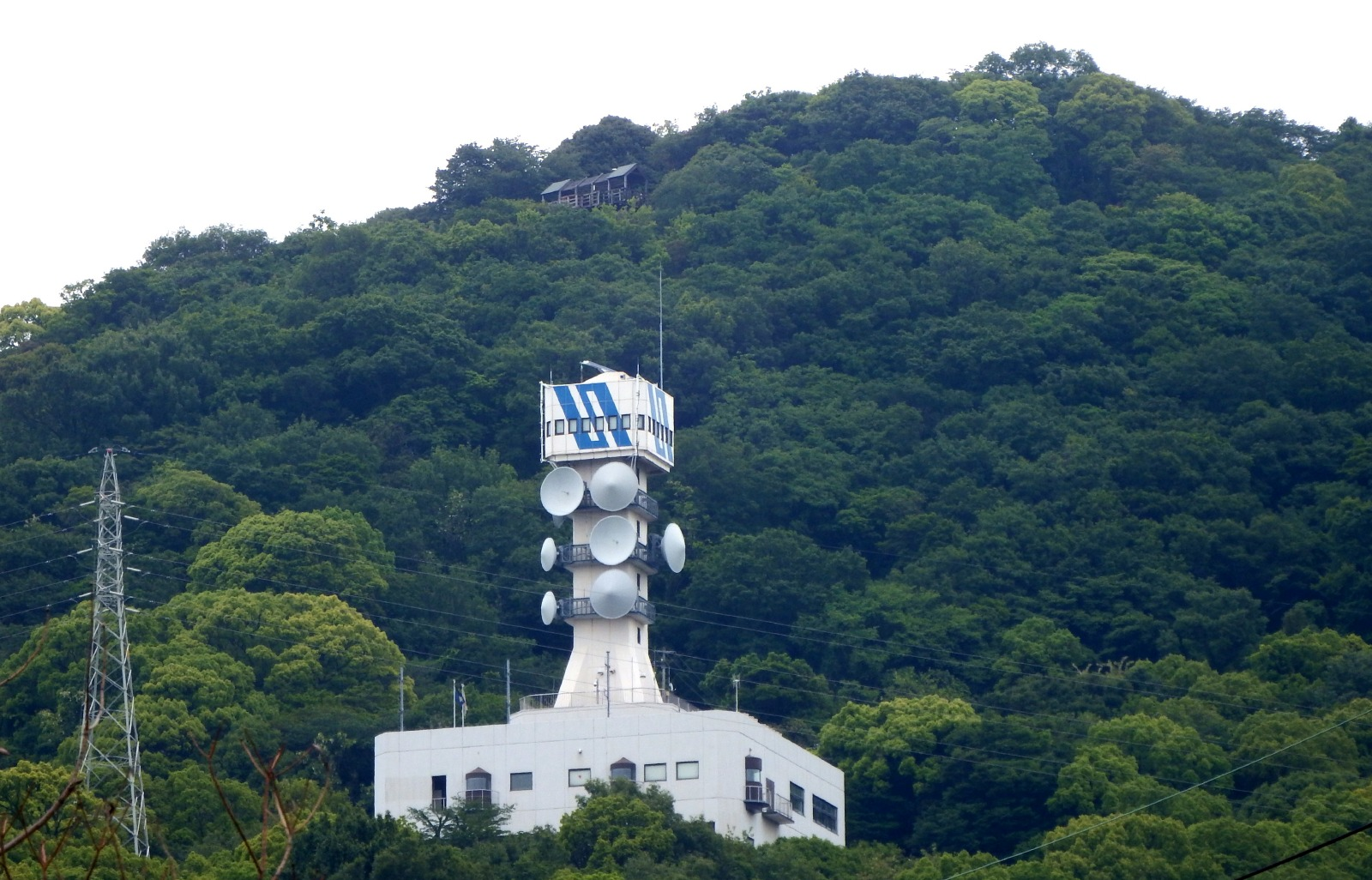
備讃瀬戸海上交通センター（備讃マーチス）

備讃瀬戸海上交通センター（青ノ山）